# 파파좀비
"파파좀비"는 2016년에 개봉한 대한민국의 영화이다.

## 캐스팅
- 조한철 : 공한철 역
- 정예우 : 공승구 역
- 고서희 : 승구 엄마 역
- 배용근 : 승구 삼촌 역
- 곽재훈 : 영민 역
- 김무준 : 만수 역
- 황준우 : 종식 역
- 요엘 리 : 민국 역
- 김수하 : 승하 역
- 신신범 : 할아버지 역
- 조하석 : 영민아빠 역
- 이욱현 : 만수아빠 역
- 서정하 : 종식아빠 역
- 안민상 : 민국아빠 역
- 이상훈 : 통반장 역
- 성도현 : 보모아빠들 역
- 김현중 : 보모아빠들 역
- 한은비 : 담임 역
- 차승연 : 노처녀선생 역
- 이혁 : 교장 역
- 진종민 : 체육선생 / 아메바 멤버 역
- 배우진 : 경찰 역
- 손영민 : 경찰 역
- 이동희 : 신부 역
- 김현지 : 비명 아줌마 역
- 유하복 : 유치원원장 역
- 이지혜 : 유치원선생님 역
- 김형준 : 이삿짐직원 역
- 장창주 : MD직원 역
- 이승연 : 슈퍼아줌마 역
- 문하윤 : 바바리맨 역
- 안영진 : 보좌관 역
- 이석현 : 장학사 역
- 이민성 : 카드꼬마 역
- 전현윤 : 놀이터꼬마 역
- 유성준 : 만수 형 역
- 하정훈 : 만수 형친구 역
- 김영탁 : 양아치 역
- 조희진 : 여학생 역
- 오운백 : 80대노인 역
- 구명우 : 아메바멤버 역
- 진종민 : 아메바멤버 역
- 이민이 : 통반장 딸 역
- 이시호 : 나무 역
- 김이랑 : 왕자 역
- 이주현 : 백설공주 역
- 배하은 : 왕비 역
- 김희원 : 마녀 역
- 이광진 : 난장이 역
- 김도원 : 난장이 역
- 김공진 : 패스트푸드가족 역
- 박승문 : 패스트푸드가족 역
- 홍성준 : 패스트푸드가족 역
- 홍한슬 : 패스트푸드가족 역
- 박예린 : 방청객 역
- 박소현 : 방청객 역
- 허재혁 : 방청객 역
- 최현우 : 방청객 역
- 송수연 : 방청객 역
- 송승우 : 방청객 역
- 이병현 : 방청객 역
- 이병수 : 방청객 역
- 최태민 : 방청객 역
- 조민준 : 방청객 역
- 손다현 : 방청객 역
- 손윤희 : 방청객 역
- 김서진 : 방청객 역
- 김지원 : 방청객 역
- 조승우 : 방청객 역